# Lituanie aux Jeux olympiques
La Lituanie a participé pour la première fois aux Jeux olympiques d'été en 1924. Quatre ans plus tard, la Lituanie participe pour la première fois à une édition hivernale. Le pays n'est plus présent aux Jeux jusqu'à son annexion par l'URSS en 1940. La Lituanie, redevenue indépendante en 1990, revient aux Jeux olympiques en 1992 et a toujours participé aux Jeux d'été ou d'hiver depuis cette date.

## Autorité de tutelle
Le comité olympique lituanien a été créé en 1924. Il est reconnu par le Comité international olympique depuis 1991.

## Bilan général
Après 2016, la Lituanie totalise 25 médailles (6 médailles d'or, 6 médailles d'argent et 13 médailles de bronze) en 17 participations aux Jeux olympiques (9 fois aux Jeux d'été et 8 fois aux Jeux d'hiver). Le pays n'a jamais été organisateur des Jeux.

### Par année
C'est aux Jeux de 2012 à Londres, que la moisson fut la meilleure avec 5 médailles dont 2 en or et une argent. Cinq autres médailles dont 2 en or mais 3 en bronze ont été également obtenues par le pays en 2000 à Sydney. En huit participations aux Jeux olympiques d'hiver, la Lituanie ne remporte aucune médaille.
| Année | Médaille d'or, Jeux olympiques | Médaille d'argent, Jeux olympiques | Médaille de bronze, Jeux olympiques | Total | Rang |
| 1924  | 0                              | 0                                  | 0                                   | 0     | n.c. |
| 1928  | 0                              | 0                                  | 0                                   | 0     | n.c. |
| 1992  | 1                              | 0                                  | 1                                   | 2     | 34e  |
| 1996  | 0                              | 0                                  | 1                                   | 1     | 71e  |
| 2000  | 2                              | 0                                  | 3                                   | 5     | 33e  |
| 2004  | 1                              | 2                                  | 0                                   | 3     | 47e  |
| 2008  | 0                              | 2                                  | 3                                   | 5     | 57e  |
| 2012  | 2                              | 1                                  | 2                                   | 5     | 35e  |
| 2016  | 0                              | 1                                  | 3                                   | 4     | 64e  |
| 2020  | 0                              | 1                                  | 0                                   | 1     | 77e  |
| Total | 6                              | 7                                  | 13                                  | 22    | 57e  |